# ツインズカム
ツインズカム（Twinscam）は、日本の放送局NHKが開発した水面合成カメラシステム。1台のカメラを水面下でもう1台を水上で撮影し、2台のズームと焦点をデジタル画像処理により同期させて単一の現実的な映像を作り出す。これにより水上と水中の様子が1つの視点から観賞できる。
日本では2010年から使用され、2012年ロンドンオリンピックのシンクロナイズドスイミング（現：アーティスティックスイミング）放送で採用された。CMでは、赤城乳業「ドルチェTime シンクロ篇」で採用された。